# Andrea Pazzagli
Andrea Pazzagli (Florença, 18 de janeiro de 1960 – Castiglione della Pescaia, 31 de julho de 2011) foi um futebolista italiano que atuava como goleiro.

## Carreira
Revelado nas categorias de base da Fiorentina, Pazzagli jogou por empréstimo na base do Sestese antes de se profissionalizar no Bologna em 1977. Vinculado aos Felsinei até 1983, não chegou a jogar nenhuma partida oficial, sendo emprestado para Imola, Udinese (onde chegou a levar 4 gols da Internazionale em sua estreia na Série A, em 1980) e Catania. Deixou o Bologna em 1983 para atuar na Rondinella, ajudando os Biancorossi a terminar a Série C1 italiana em sétimo lugar (melhor posição da história do clube), chamando a atenção do Perugia, que o contratou em 1984.
Defendeu ainda Perugia e Ascoli (onde venceu uma Copa Mitropa em 1986–87) até 1989, quando suas atuações pelo Picchio (evitando 3 vezes seguidas a queda para a Série B) renderam a Pazzagli sua contratação pelo Milan, inicialmente como reserva de Giovanni Galli até a 11ª rodada, quando assumiu a titularidade na Série A - Galli atuaria na Copa da Itália e na Taça dos Clubes Campeões Europeus, vencida pelos Rossoneri.
Com a saída de Galli para o Napoli, Pazzagli manteve a titularidade até o técnico Arrigo Sacchi promover mudanças no 11 inicial do Milan após uma sequência de resultados ruins (empate com o Olympique de Marseille na Taça dos Clubes Campeões Europeus e derrotas para Sampdoria e Atalanta, pela Série A) e a principal seria justamente no gol: Sebastiano Rossi, até então reserva, herdou a vaga nas últimas rodadas. Após 51 partidas oficiais, Pazzagli deixou o Milan em 1991 para voltar ao Bologna, desta vez para seus jogos como profissional na equipe. A nova passagem do goleiro pelos Felsinei foi marcada por um 
surpreendente rebaixamento para a terceira divisão (o Bologna era considerado um dos favoritos ao acesso), e Pazzagli saiu após 47 partidas.
Ele ainda passou uma temporada como terceiro goleiro da Roma antes de encerrar sua carreira no Prato, aos 36 anos.

## Pós-aposentadoria
Após deixar os gramados, trabalhou como treinador de goleiros na Fiorentina (2000–01) e no Milan (2001), além de ser o preparador da posição nas seleções de base da Itália por uma década, além de ter sido comentarista na Rai Sport.

## Vida pessoal e morte
Fora do futebol, Pazzagli também se dedicou à música, tendo lançado 2 álbuns apenas com músicas de sua autoria - boa parte delas falava sobre futebol. Entre elas, destacavam-se Glorie Viola, Rettangolo verde, Nostalgia di te e Spero che esistano gli angeli, que homenageava Nicolò Galli (filho de Giovanni Galli), falecido num acidente automobilístico em 2001.
Em 31 de julho de 2011, sofreu um ataque cardíaco enquanto passava férias com sua família em Punta Ala, uma fração da comuna de Castiglione della Pescaia, aos 51 anos.
Seu filho, Edoardo, também atuou como goleiro entre 2008 e 2016.

## Títulos
Ascoli
- Copa Mitropa: 1986–87

Milan
- Liga dos Campeões da UEFA: 1989–90
- Supercopa da UEFA: 1989, 1990
- Copa Intercontinental: 1989, [[Copa Eu